# Templo de Columbus (Ohio)
El Templo de Columbus, Ohio, es uno de los templos construidos y operados por la Iglesia de Jesucristo de los Santos de los Últimos Días, el número 60 construido por la iglesia y el segundo templo construido en el estado de Ohio, si bien el templo de Kirtland, dedicado en 1836 por el fundador del Movimiento de los Santos de los Últimos Días Joseph Smith, dejó de funcionar 150 años antes de la construcción del templo en Columbus. 
El templo es uno de los templos de menor proporciones construidos por la iglesia previo al año 2000. Por ello, el templo no tiene cafetería, servicio de lavandería, carece de centro de distribución. Aún cuando no cuenta con habitaciones para visitantes de áreas distantes, el templo tiene un salón adicional en su diseño para permitir que quienes vengan de largas distancias puedan cambiarse y comer. 

## Historia
Los templos de la Iglesia de Jesucristo de los Santos de los Últimos Días son construidos con el fin de proveer ordenanzas y ceremonias consideradas sagradas para sus miembros y para quienes son necesarias para la salvación individual y la exaltación familiar. La doctrina SUD de los templos tiene su origen en 1832, dos años después de la organización de esta iglesia, cuando su fundador Joseph Smith recibió lo que es considerada en el movimiento de los Santos de los Últimos Días como una revelación divina en la que Cristo le refiriera el deseo de la construcción de templos. En 1836 Smith y su iglesia completaron el templo de Kirtland, el primer templo SUD, en la ciudad de Kirtland, Ohio.
Los primeros misioneros SUD llegaron a la ciudad de Columbus poco después de la Segunda Guerra Mundial. La mayoría venían de otros estados aprovechando una beca que la Universidad otorgaba a los soldados GI, quienes posteriormente se quedaron en Columbus. Aunque la primera estaca fue establecida en 1834, esta se desintegró con la partida de los pioneros mormones hacia Nauvoo y no fue hasta 1962 que se organizó una nueva estaca en Columbus. Gregory S. Lashutka, en aquel entonces alcalde de la ciudad, aprobó sin demora la construcción del templo 163 años después de la dedicación del templo en Kirtland.

## Anuncio
Los planes para la construcción del templo en Columbus, se anunciaron el 25 de abril de 1998. El entonces presidente de la iglesia, Gordon B. Hinckley, había anunciado la construcción de un mayor número de templos alrededor del mundo que tendrían un menor tamaño de lo acostumbrado para los templos SUD. El primero de estos templos fue el Templo de Monticello (Utah). Se aunció que de ese mismo modelo arquitectónico se construiría el templo de Columbus, el quinto templo de menores dimensiones dedicado desde el anuncio de Hinckley. 
Tras el anuncio público la iglesia decidió construir el nuevo templo en el terreno de uno de los centros de estaca que la iglesia ya poseía y la ceremonia de la primera palada tuvo lugar el 12 de septiembre de ese mismo año contando con la presencia del entonces alcalde de Columbus, Gregory S. Lashutka. El terreno era propiedad de una de las devotas en los días de la fundación de la iglesia de nombre Julia Clapp Murdock. Murdock falleció durante el parto de gemelos el mismo día que los gemélos que nacieron a Emma Smith. Luego de que Joseph Smith fuese arrastrado de su casa y sus enemigos le untaran de brea y plumas, los gemelos de Smith fallecieron al entrar en contacto con la intemperie. Emma Smith recibió los gemelos de Murdock y los nutrió en sustitución de Murdock. El padre de Murdock era fiel a la congregación de Sidney Rigdon y cuando Rigdon se unió al movimiento de los Santos de los Últimos Días partió de Nueva York a Ohio. Su hermano, Abner Clapp le acompañó y compró el terreno donde ahora se asienta el templo.

## Dedicación
El templo SUD de Columbus fue dedicado para sus actividades eclesiásticas en seis sesiones, el 4 de septiembre de 1999, por Gordon B. Hinckley, el entonces presidente de la iglesia SUD. Con anterioridad a ello, la iglesia permitió un recorrido público del interior y las instalaciones del templo que duraba unos 40 minutos, la semana del 21 al 28 de agosto de ese mismo año, al que asistieron unos 30.000 visitantes. Unos 11.000 miembros de la iglesia e invitados asistieron a la ceremonia de dedicación, que incluye una oración dedicatoria.
El templo de Columbus tiene un total de 990 metros cuadrados de construcción, contando con dos salones para las ordenanzas SUD y dos salones de sellamientos matrimoniales. 
El templo de Columbus es utilizado por más de 35.000 miembros repartidos en estacas afiliadas a la iglesia en Akron, Cincinnati, Cleveland, Dayton, Kirtland, Toledo y Charleston (Virginia Occidental).

## Renovación
En marzo de 2020, la iglesia anunció que el templo de Columbus se sometería a una renovación completa, aprovechando el cierre causado durante la pandemia de COVID-19 y actualizar sus códigos. La renovación comenzó en agosto de 2022 con planes similares al diseño usado en las renovaciones del Templo de Memphis (Tennessee) y el templo de Baton Rouge con detalles únicos del templo en Columbus. La estatua del ángel Moroni fue rotada desde su orientación al Este para encarar hacia la entrada principal del edificio. El equipo de construcción ha cambiado la valla ornamental blanca que rodeaba el perímetro de los terrenos del templo por una cerca corta de color oscuro.
El revestimiento de mármol del exterior fue removida para sustituirlas con pilastras que decorarán el exterior del edificio. Un curso de granito oscuro corre a lo largo de la base del edificio, mientras que una piedra clara cubre el resto del exterior. El vestíbulo de la entrada del templo era originalmente un dosel alrededor de las puertas principales y que se cerró para proporcionar un espacio amplio para que los patronos del templo escaparan la inclemencia del clima o esperaran a otros en su grupo antes de acercarse al mostrador de recomendaciones. También se reemplazaron el marco de madera con reforzamiento de acero. Para noviembre de 2021 el exterior había sido renovado y comenzado la instalación de vitrales y otros vidrios decorativos en las ventanas. Para diciembre el pináculo había sido instalado sobre el chapitel y la estatua de Moroni reorientada. La piedra con el nombre del templo fue ubicado en mármol en los jardines del templo en julio de 2022.